# Sentiments songes
"Sentiments songes" ("Sentimentos falsos", jogo de palavras entre "sentiments" e "mensonges") foi a canção que representou a França no Festival Eurovisão da Canção 1997 que se realizou em Dublin, Irlanda em 3 de maio de 1997.
A referida canção foi interpretada em francês por  Fanny.Foi a vigésima-segunda canção a ser interpretada na noite doe vento (a seguir à canção dinamarquesa "Stemmen i mit liv", interpretada por  Kølig Kaj e antes da canção croata "Probudi me", cantada pelo girl group E.N.I.). A canção terminou em 7.º lugar, tendo recebido um total de 95 pontos. No ano seguinte, em 1998, a França fez-se representar com a canção "Où aller", interpretada por Marie Line.

## Autores
- Letrista: Jean-Paul Dréau
- Compositor: Jean-Paul Dréau
- Orquestrador: Régis Dupré

## Letra
A canção é uma balada, com Fanny, explicando que, muitas vezes, fugimos do amor, em vez de abraçá-lo, inventamos uma série de mentiras para não o admitir. Ela diz que isso acontece, porque nós temos medo de enfrentar os verdadeiros sentimentos.